# Jovan Kaluđerović
Jovan Kaluđerović (Cetinje, 1977. január 17. –) montenegrói nemzetközi labdarúgó-játékvezető.

## Pályafutása

### Nemzeti kupamérkőzések
Vezetett Kupa-döntők száma: 1.

#### Crne Gore Kupa
| Időpont         | Helyszín         | Mérkőzés típusa | Mérkőzés          | Eredmény | Nézők száma |
| --------------- | ---------------- | --------------- | ----------------- | -------- | ----------- |
| 2007. május 30. | Goricom Stadion, | döntő           | FK Sutjeska–Rudar | 1 : 2    | 4 500       |

### Nemzetközi játékvezetés
A Montenegrói labdarúgó-szövetség Játékvezető Bizottsága (JB) terjesztette fel nemzetközi játékvezetőnek, a Nemzetközi Labdarúgó-szövetség (FIFA) 2008-tól tartotta nyilván bírói keretében. Több nemzetek közötti válogatott és klubmérkőzést vezetett.

#### Európa-bajnokság
Az európai-labdarúgó torna döntőjéhez vezető úton Ukrajnába és Lengyelországba a XIV., a 2012-es labdarúgó-Európa-bajnokságra az UEFA JB tartalék játékvezetőként foglalkoztatta vagy negyedik bíróként tevékenykedett. 
| Időpont         | Helyszín                     | Mérkőzés típusa           | Mérkőzés                | Eredmény | Nézők száma | Pozíciója            |
| --------------- | ---------------------------- | ------------------------- | ----------------------- | -------- | ----------- | -------------------- |
| 2011. június 7. | Olimpiai Stadion, Serravalle | előselejtező (E. csoport) | San Marino–Magyarország | 0 : 3    | 1 000       | tartalék játékvezető |